# Machbuba

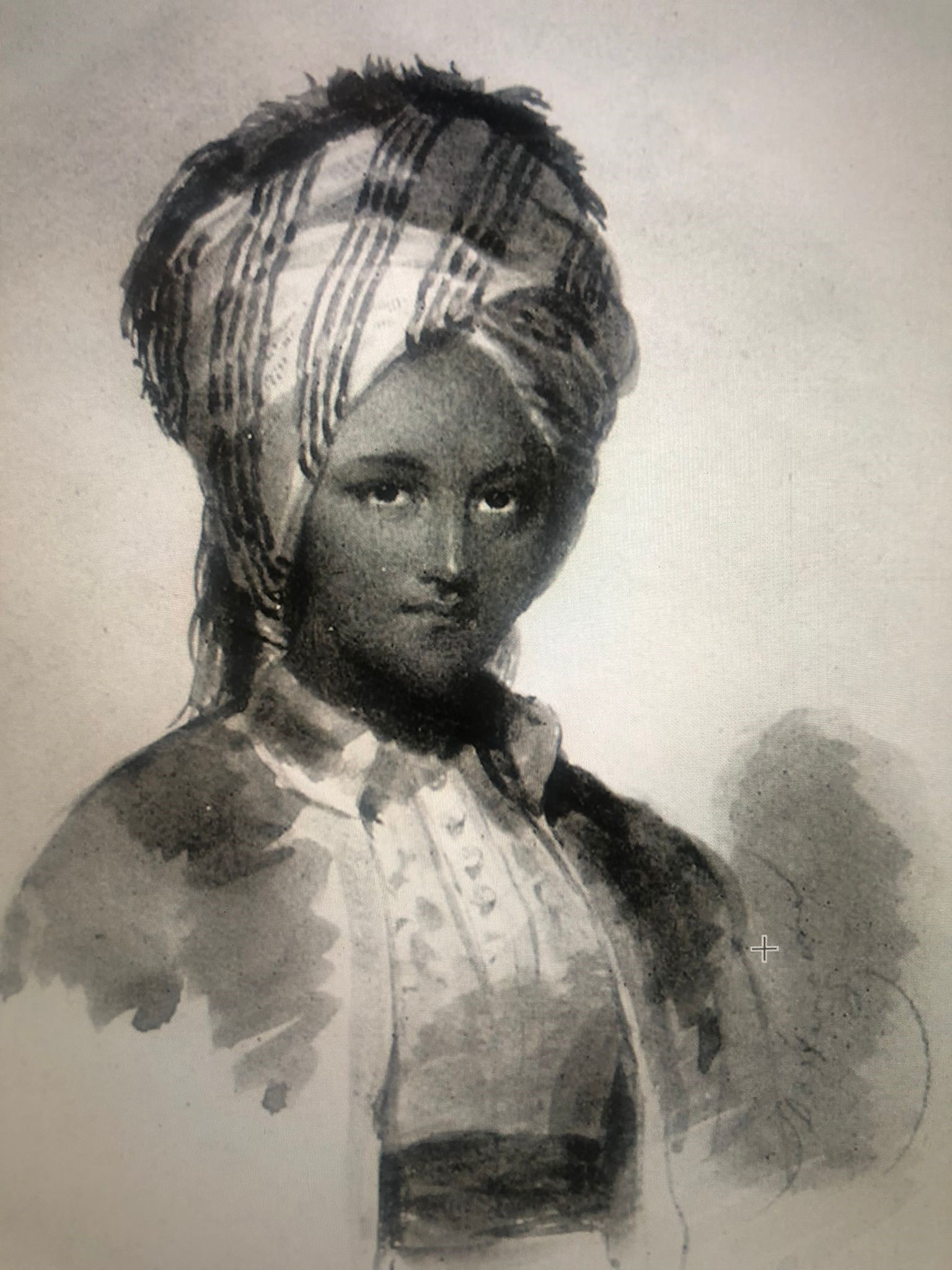
Moritz Daffinger: Machbuba, 1841, aus dem Album der Fürstin Melanie Metternich. Ehemalige Privatsammlungen Wien.

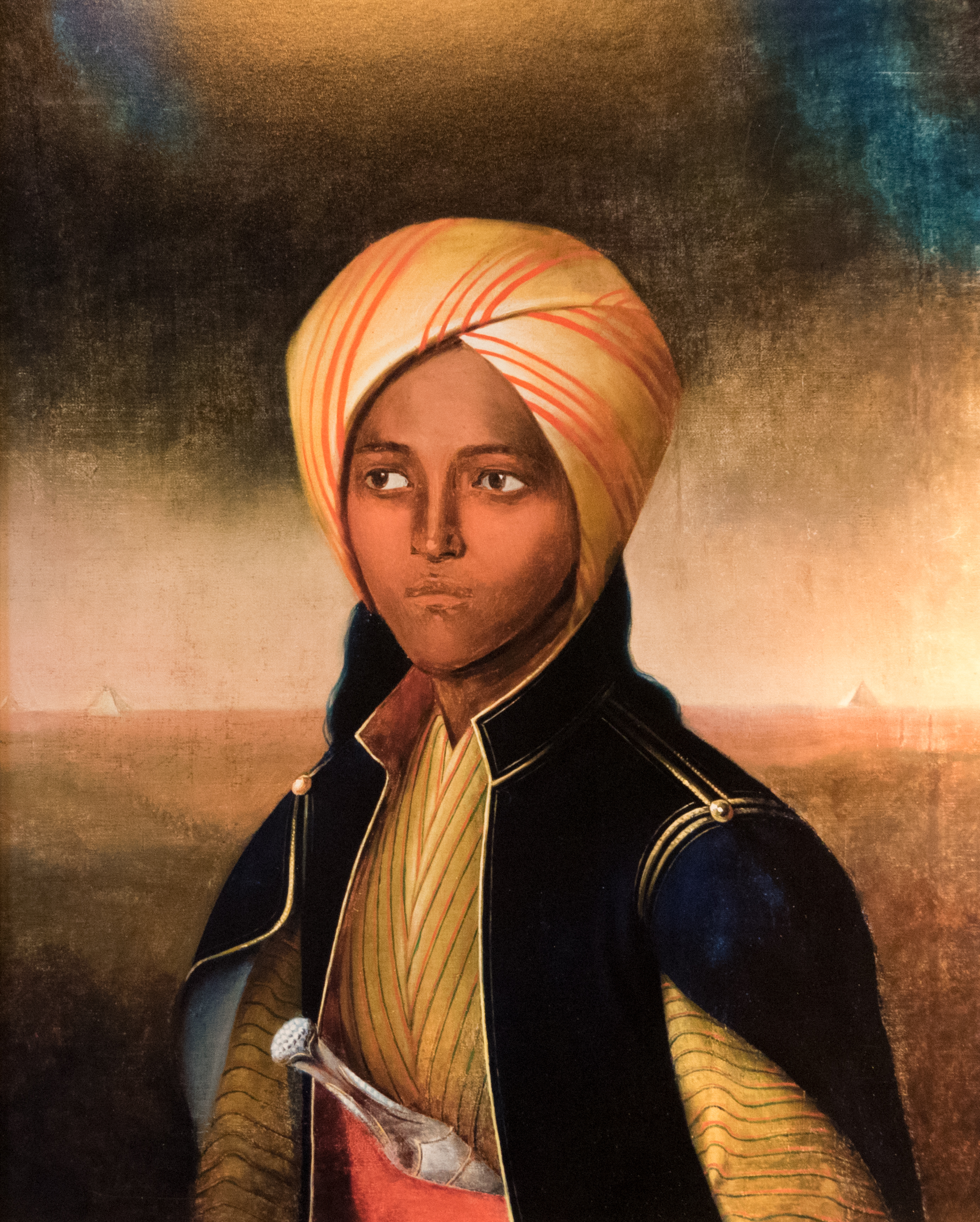
Machbuba. Posthumes Gemälde um 1840. Erbengemeinschaft nach Fürst Pückler in Branitz bei der Stiftung Fürst-Pückler-Museum Park und Schloss Branitz

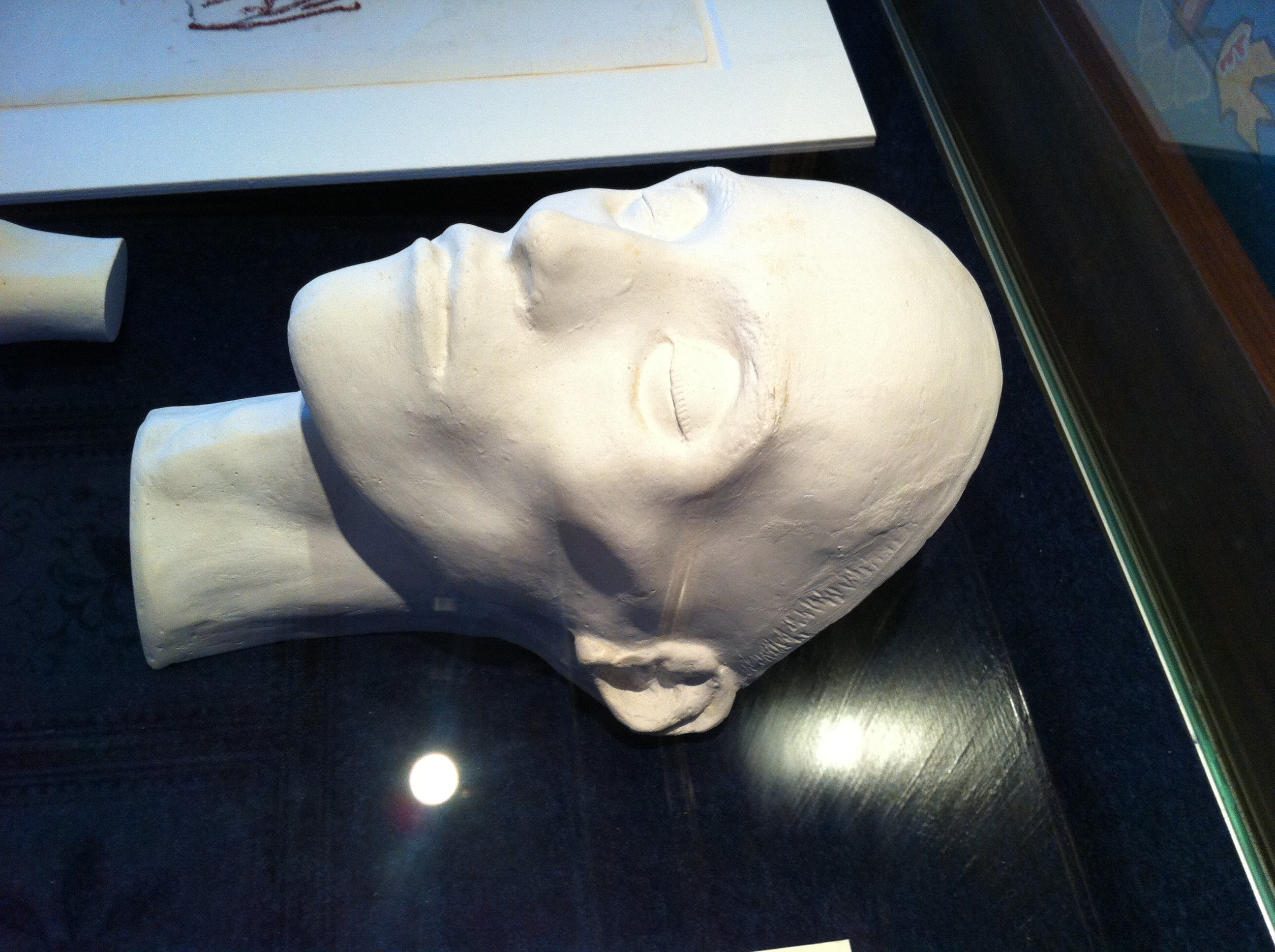
Totenmaske von Machbuba, Nachguss nach der originalen Form von 1841. Erbengemeinschaft nach Fürst Pückler in Branitz bei der Stiftung Fürst-Pückler-Museum Park und Schloss Branitz

Machbuba, Geburtsname wohl Bilillee, auch als Mademoiselle Mackbuba, Mac Buba, Nursaba bezeichnet, (* um 1825 in Äthiopien, vermutlich Guumma; † 27. Oktober 1840 in Muskau), wohl vom Volk der Oromo, war eine der nach heutigen Maßstäben minderjährigen Sklavinnen, die Fürst Hermann von Pückler-Muskau 1837 auf seiner Orientreise (1834 bis 1840) begleiteten. Er bezeichnete sie als „Maitresse“, „Freundin“, Pflegetochter oder „ächtes Naturkind“.

Brief Machbubas an „Mio caro Principe“ Pückler, 1839/40, letzte Seite. Sammlung Varnhagen, Jagiellonen-Bibliothek, Krakau.

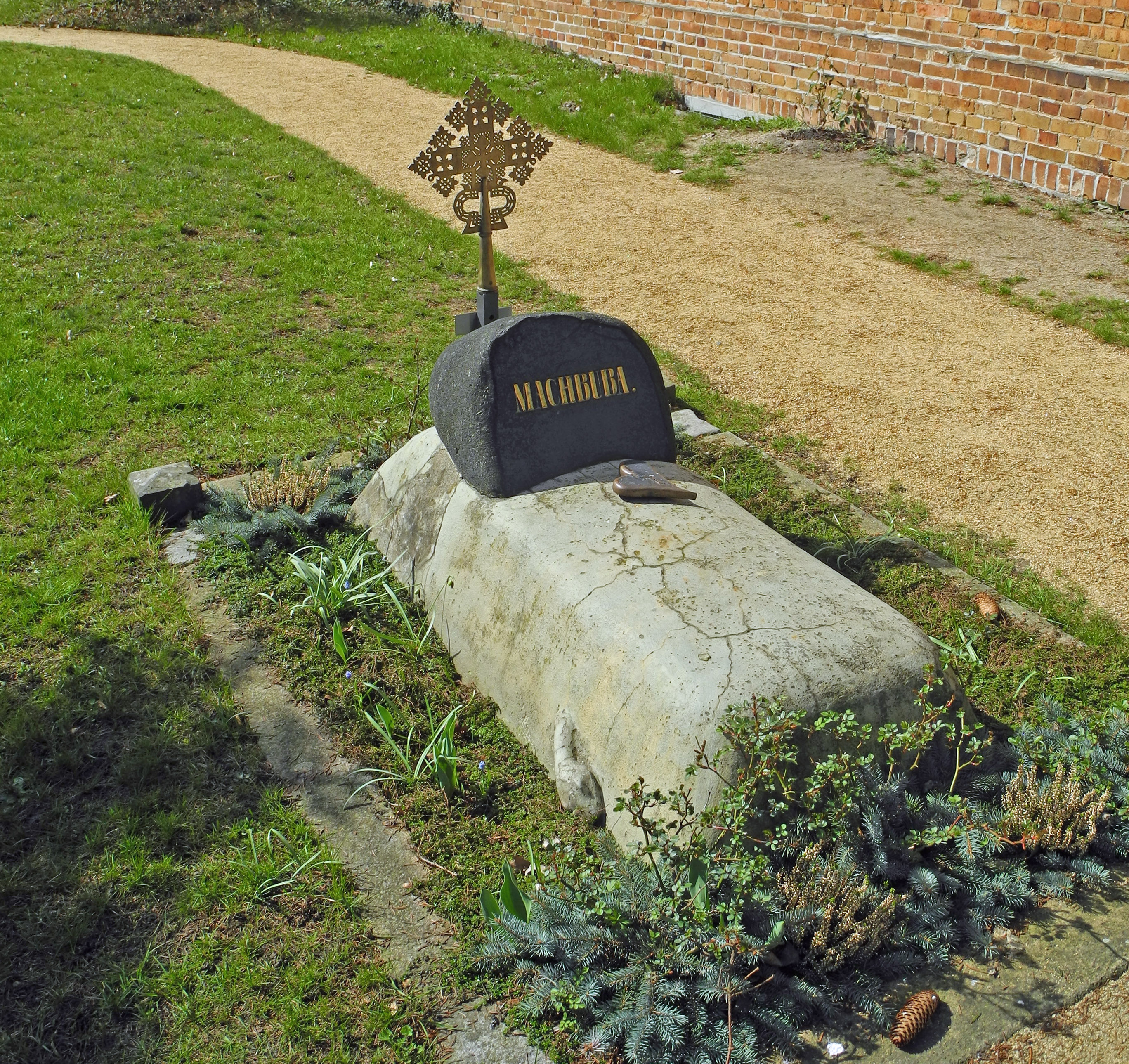
Machbubas Grab in Bad Muskau mit Gedenkkreuz

## Leben
Machbuba oder Bilillee wurde angeblich von einem lokalen Sklavenhändler aus Guumma nach Khartum gebracht, nachdem ihr Vater und ihre Brüder bei einem Kampf getötet worden waren. Angeblich von einem französischen Zwischenhändler aufgekauft, wurde sie 1837 als Sklavin auf dem Khartumer Sklavenmarkt angeboten, wo sie von Pückler freigekauft wurde.
Machbuba und weitere Sklaven – Ajame, Aischah, eine unbekannte Sklavin, ein verwaister Shillukjunge und Joladour (Geburtsname: Aman Te-in Joladour) – begleiteten Pückler-Muskau bei dessen Reisen im Sudan, dann zurück nach Kairo und nach Palästina, wo sie auf Lady Hester Stanhope trafen, der er die Sklavin Aischah schenkte. Über den Libanon und die Türkei kamen sie 1839 nach Wien, wo Pückler sie als äthiopische Prinzessin und seine „angenommene Tochter“ vorstellte. Der Wiener Orientalist Joseph von Hammer-Purgstall konnte mit ihr Konversation in Arabisch betreiben, Moritz Daffinger porträtierte sie. Vermutlich war sie an Lungen-Darm-Tuberkulose erkrankt, so dass Pückler sie zu Ärzten nach Marienbad und dann auf seinen Besitz in Muskau brachte. Dort kam sie auch mit dem bayrischen Sprachforscher Karl Tutschek (1815–1843) zusammen, dem sie Gedichte in Oromo vortrug.
Der Muskauer Superintendent Petzold verfasste – sicherlich in Zusammenarbeit mit Pückler – den Eintrag im Sterberegister: „Am 27. Oktober, mittags gegen 12. Uhr, starb auf dem hiesigen fürstlichen Schlosse eine abyssinische Jungfrau, namens Mackbuba, welche der Fürst Hermann von Pückler-Muskau von seinen Reisen in den Orient mitgebracht hatte. Sie war wohnständig im hohen Gebirge Abyssiniens, an den Quellen des Nils geboren, war die Tochter eines Beamten aus einem königlichen Hofe dieses Landes, und geriet in Sklaverei, als ein Nachbarvolk Krieg mit ihrem Landesfürsten führte, ihre Eltern und sechs ihrer Brüder von Feinden getötet, und sie mit ihrer Schwester fortgeführt wurde. Sie wurde zuerst nach Gondar gebracht, wo ihre Schwester verkauft wurde. Von da ward die Mackbuba nach Chartum in Sudan geführt, wo sie der Fürst in einem Alter von etwa 11 Jahren an sich kaufte und aus Erbarmen sie, als sein Pflegekind, mit sich hierhernahm. Sie verstarb im Alter von 16 Jahren an Auszehrung. Begräbnis den 29. Oktober, abends 7.00 Uhr durch die Knappschaft mit Fackeln und Lampions auf dem Stadtkirchhof durch Superintendenten Petzold.“

## Etymologie
Der Name Machbuba (محبوبة / maḥbūba) bedeutet auf Arabisch Geliebte oder Liebling.

## Grabstätte
Machbubas Grab ist auf dem evangelischen Kirchfriedhof in Bad Muskau erhalten geblieben. Am 23. April 2004 besuchte der äthiopische Botschafter in Deutschland Hiruy Amanuel das Grab. Im September 2017 besuchte der Schriftsteller Asfa-Wossen Asserate das Machbuba-Grab und enthüllte ein äthiopisches Gedenkkreuz. Die Widmung lautet: „Ad Gloriam Dei et in Memoriam Sinceram Machbubae Compatriotae Asfa-Wossen Asserate Aethiopiae Princeps.“ (Zur Ehre Gottes und zum aufrichtigen Gedenken an die Landsmännin Machbuba von Asfa-Wossen Asserate, Prinz von Äthiopien).

## Gedenken
In Cottbus erinnert seit dem 9. Juli 2025 am Zentralcampus der Brandenburgischen Technischen Universität Cottbus-Senftenberg eine Gedenktafel an Machbuba, eingerichtet vom Projekt Frauenorte.